# 王弼 (成化丙戌進士)
王弼（1439年—？年），字良輔，四川成都府華陽縣人，明朝政治人物。

## 生平
四川鄉試第二十三名，成化二年（1466年）丙戌科會試一百六十五名，第三甲第二百三十四名進士。授知縣，选授南京監察御史，实授南京江西道御史，遷福建按察司僉事。

## 家族
曾祖王先，祖王永忠，父王義，母党氏。具慶下。兄彥珍；彥琦；瑮，弟彥瑢；彥瓊。
有子王汝舟。